# Robert Whittaker
Robert Harding Whittaker (Wichita, 27 de dezembro de 1920 — Ithaca, 20 de outubro de 1980) foi um biólogo, botânico e ecologista norte-americano.
Whittaker propôs em 1969 uma nova classificação dos organismos, em cinco reinos, que é  classificação atualmente adotada. Esses reinos, que se diferenciam pelo tipo de nutrição do ser vivo e pela organização de suas células, são os seguintes:
- Monera: inclui os organismos procarióticos bactérias e algas azuis.
- Protista: os protozoários (seres eucarióticos, unicelulares e heterotróficos) e as algas (eucarióticos, unicelulares e autótrofos fotossintetizantes com pouca diferenciação das células)
- Fungi: os fungos, uni ou pluricelulares, heterótrofos e não possuem tecido organizado.
- Plantae (ou Metaphyta): os vegetais, eucarióticos, multicelulares, que possuem clorofila e tecidos organizados (briófitas, pteridófitas, gimnospermas e angiospermas)
- Animalia (ou Metazoa): todos os animais, multicelulares, heterótrofos, de células eucarióticas.